# 尼爾峰
46°29′04″N 9°40′49″E / 46.48444°N 9.68028°E
尼爾峰（Piz Neir），是瑞士的山峰，位於該國東南部，由格勞賓登州負責管轄，屬於阿爾布拉山脈的一部分，海拔高度2,906米，每年平均降雨量1,693毫米。